# Selenoscopus
Selenoscopus is een monotypisch geslacht van straalvinnige vissen uit de familie van sterrenkijkers (Uranoscopidae).

## Soort
- Selenoscopus turbisquamatus Okamura & Kishimoto, 1993